# غزة (طائرة دون طيار)
طائرة غزة أو شاهد 149: هي طائرة مقاتلة بدون طيار بعيدة المدى إيرانية الصنع والتصميم. تنتمي هذه الطائرة لعائلة طائرات شاهد بدون طيار الإيرانية. تم الإعلان الرسمي عنها سنة 2021م، وذلك من قِبَل الحرس الثوري الإيراني. هذه الطائرة المسيرة تتمتع ببدن عريض وثقيل ويمكن استخدامها في مهام قتالية ومراقبة واستطلاع مختلفة. كما يمكن استخدامها في عمليات البحث والإنقاذ وجهود الإغاثة بعد الكوارث الطبيعية والحوادث. ان طائرة غزة الإستراتيجية تتمتع بمدى تشغيلي يصل إلى 2000 كيلومتر، والتحليق على إرتفاع يزيد عن 10 آلاف متر، بسرعة 350 كيلومتر في الساعة. وتغطي دائرة نصف قطرها 500 كيلومتر في مهام الإستطلاع والمراقبة الاستخباراتية، وهي قادرة على حمل 13 قنبلة في المهمات العملياتية، و500 كيلوغرام من المعدات. كما ولها القدرة على التحليق 35 ألف قدم مع رحلة طيران مدتها 35 ساعة. يُذكَر أن جمهورية إيران تمتلك وتُدِير برنامجاً للطائرات بدون طيار منذ عدة عقود. وتُعَد إيران إلى جانب كلً من روسيا والصين والولايات المتحدة وإسرائيل من أكبر مصنعي الطائرات بدون طيار في العالم. والطائرات الإيرانية المسيرة والموجهة عن بعد هي تلك التي تمتلكها جمهورية إيران وذلك لاستخدامها في عمليات مهام المراقبة والإستطلاع في نطاقات لا تقل عن 200 كيلومتر، وكذلك استخدام هذه الطائرات لضرب أهداف أرضية فردية باستخدام القنابل والصواريخ الموجهة. حيث أن خصائص الطائرات بدون طيار من ناحية حجم ووزن وأجهزة الإستشعار، وتجهيزاتها القتالية، حولتها إلى أهم أحتياجات ومتطلبات العمليات القتالية بالنسبة لإيران.

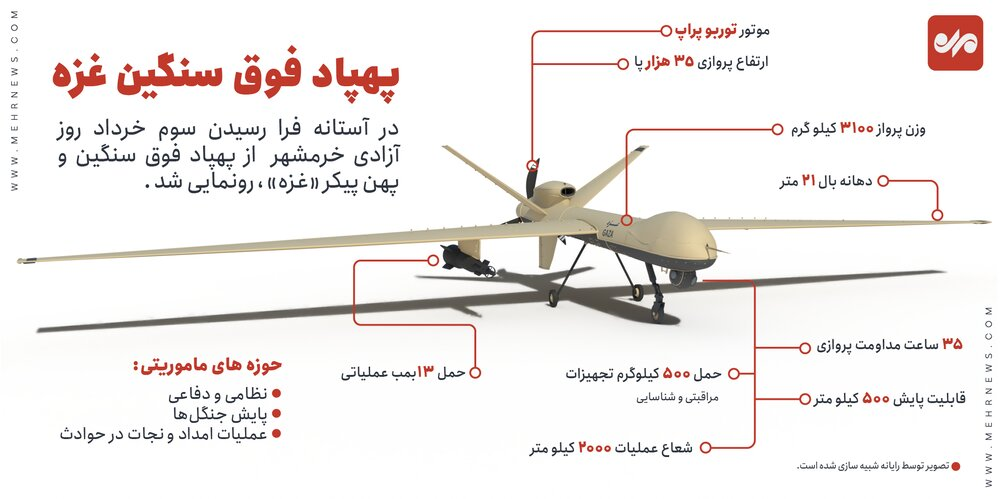
رسم بياني يوضح بالتفصيل خصائص ومميزات طائرة شاهد 149 أو كما يطلق عليها غزة

صورة إعلانية لطائرة شاهد 149، أو كما يطلق عليها غزة

## الإعلان الرسمي
تم الإعلان الرسمي عن طائرة غزة أو شاهد 149 المسيرة الإستراتيجية، للعمليات الحربية والمراقبة، سنة 2021م. من قِبَل الحرس الثوري الإيراني. وذلك ضمن فعاليات يوم المقاومة والتضحية والنصر (الثالث من خرداد). إلى جانب الكشف عن عدد من الإنجازات الدفاعية والعسكرية والإستراتيجية المهمة في مجال الدفاع الجوي الإيراني من بينها الطائرة من دون طيار «غزة» ونظام رادار القدس بالإضافة إلى نظام الدفاع (9D). في حفل حضره قائد الحرس الثوري الإيراني، اللواء حسين سلامي، وقادة كبار آخرون. وكان من بينها طائرة بدون طيار ذات بدن عريض وثقيل تسمى غزة، يمكن استخدامها في مهام قتالية ومراقبة واستطلاع مختلفة. وأعلن قائد القوة الجوفضائية في الحرس الثوري، العميد أمير علي حاجي زادة عن تصنیع الطائرة المسيرة الإستراتيجية (غزة)، ورفع مستوى الطائرات المسيرة في جمهورية إيران. وأضاف أنه «مع الكشف عن المسيرة غزة، تحسن مستوى الطائرات المسيرة في جمهورية إيران».

## أسباب الإعلان عن الطائرة
ان أحد الأسباب الرئيسية لإعلان طهران عن طائرة غزة الإستراتيجية بعيدة المدى هو إنتهاء المعارك بين الفصائل الفلسطينية المسلحة وإسرائيل. حيث تم إطلاق اسم غزة على هذه الطائرة تكريماً للفلسطينيين بعد ساعات من سريان وقف إطلاق النار بين إسرائيل وفصائل المقاومة الفلسطينية لإنهاء 11 يوماً من العنف. وقال القائد العام للحرس الثوري الإيراني، اللواء حسين سلامي، "إن الاسم أُختيرَ "لتكون فخراً أبدياً لمن يقفون ضد عدوان الصهاينة" حسبما نقلت عنه وكالة تسنيم الإيرانية.

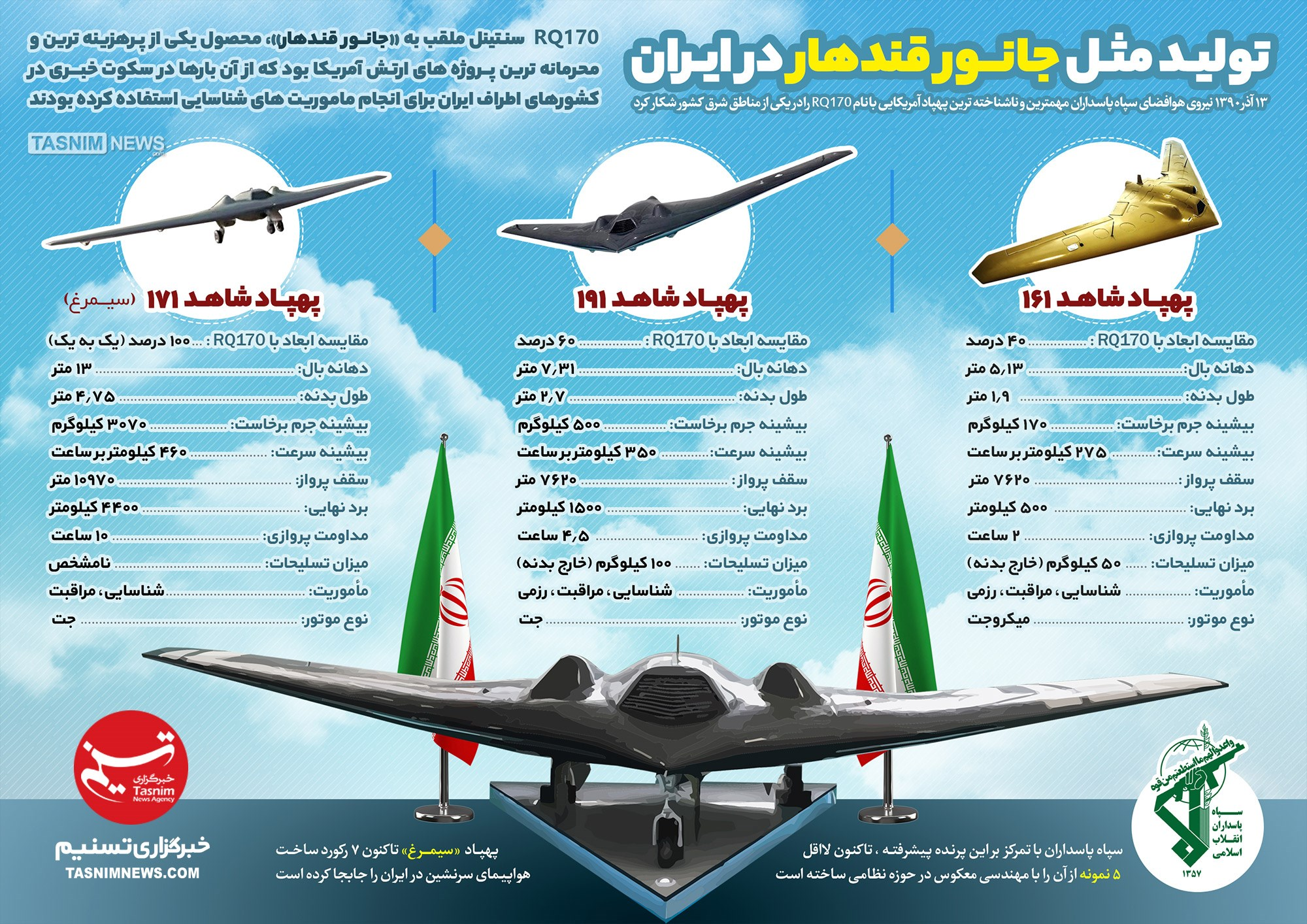
انفوجرافيك عن طائرات شاهد بدون طيار إيرانية الصنع

## المواصفات
تتمتع طائرة غزة بمدى تشغيلي يصل إلى 2000 كيلومتر، والتحليق على إرتفاع يزيد عن 10 آلاف متر بسرعة 350 كيلومتر في الساعة طوال 20 ساعة. وتغطي دائرة نصف قطرها 500 كيلومتر في مهام الإستطلاع والمراقبة الاستخباراتية، وهي قادرة على حمل 13 قنبلة في المهمات العملياتية، و500 كيلوغرام من المعدات. كما ولها القدرة على التحليق 35 ألف قدم مع رحلة طيران مدتها 35 ساعة.

## إختبار الطائرة
في عام 2022م تم إجراء إختبارات ناجحة لطائرة غزة المسيرة. حيث أصبحت جاهزة للانضمام إلى أسطول الطائرات المسيرة في جمهورية إيران. يذكر أن الحرس الثوري الإيراني هو من قام بتلك الإختبارات الناجحة للوقوف على جاهزية هذه الطائرة. وأوضحت وكالة تسنيم الدولية للأنباء، أنه "تم تنفيذ إختبارات طيران غزة دون طيار بنجاح في الأيام الأخيرة"، مشيرةً إلى أن هذه الطائرة تعمل دون طيار بكامل طاقتها. وأضافت أنه "يمكن استخدامها في مجموعة متنوعة من مهام الإستطلاع والقتال.

## نماذج أخرى
أعلنت جمهورية إيران عن نموذج جديد لطائرة شاهد 149 أكثر تطوراً. حيث تتمتع هذه المسيرة بقدرة على التحليق تصل لأكثر من 35 ساعة على مسافة 7000 كيلومتر خلال طلعة واحدة. ويأتي الإعلان عن هذا النموذج الجديد بعد ان كشف الحرس الثوري الإيراني عام 2023م عن نموذج محدث من طائرات مسيرة من طراز (شاهد-149) أو كما يُطلَق عليها غزة. وقد جرى عرض المسيرات في القاعدة الجوية العسكرية بالقرب من مدينة كاشان بمحافظة أصفهان الإيرانية. وقد تم تزويد المسيرة بنظام هبوط جديد، ومركز تعليق مصمم لحمل معدات وأسلحة.

## ردود أفعال
الولايات المتحدة:
في تصريحات غير متوقعة له أمام لجنة القوات المسلحة في مجلس النواب الأميركي، وكررها لاحقاً في حوارات مع مراكز أبحاث في واشنطن، كشف الجنرال كينيث ماكينزي، قائد القيادة المركزية الأميركية (سنتكوم)، أنها «المرة الأولى منذ الحرب الكورية، لا تتمتع القوات الأميركية بتفوق جوي كامل»، لأن (الطائرات الإيرانية المسيرة) باتت تشكل التهديد الأكبر للقوات الأميركية وشركائها في المنطقة. وقسم ماكينزي التهديدات إلى مجموعتين، الطائرات الصغيرة التي يمكن لصق قنابل يدوية وقذائف هاون عليها، والأكبر حجماً وتُعَد أكثر إثارة للقلق. ورأى القيادي الأميركي أن تلك الطائرات (مستقبل الحروب والتصدي لها يحتاج إلى وقت).
 إيران:
- قائد الحرس الثوري الإيراني:

نقل الموقع الإلكتروني للحرس الثوري عن قائد الحرس الجنرال حسين سلامي قوله إن "الطائرة الجديدة تحمل اسم غزة "لتكون فخراً أبدياً لمن هم صامدون اليوم في تلك الأرض المحتلة ضد العدوان".
- قائد القوة الجوفضائية في الحرس الثوري

أكد العميد أمير علي حاجي زادة قائد القوة الجو-فضائية في حرس الثورة، أن "إنجازات اليوم تُعَد في قمة التكنولوجيا الحديثة في العالم، "ونحن اليوم من بين أفضل 10 دول في العالم في مجال الأنظمة الدفاعية، كما أننا من بين أفضل 20 دولة في إنتاج رادارات الإنذار المبكر، وقد تحققت كل هذه الأحداث في ظل الحظر بجهود الخبراء الإيرانيين الأكفاء". وأضاف العميد حاجي زاده على "أن الإنجازات التي تحققت في مجال الطائرات بدون طيار والدفاع هي على حافة التكنولوجيا الحديثة" مشيراً إلى أنه "ومع إزاحة الستار عن الطائرة بدون طيار ذات البدن العريض في غزة، تم رفع مستوى الطائرات الإيرانية بدون طيار".

## معرض الصور

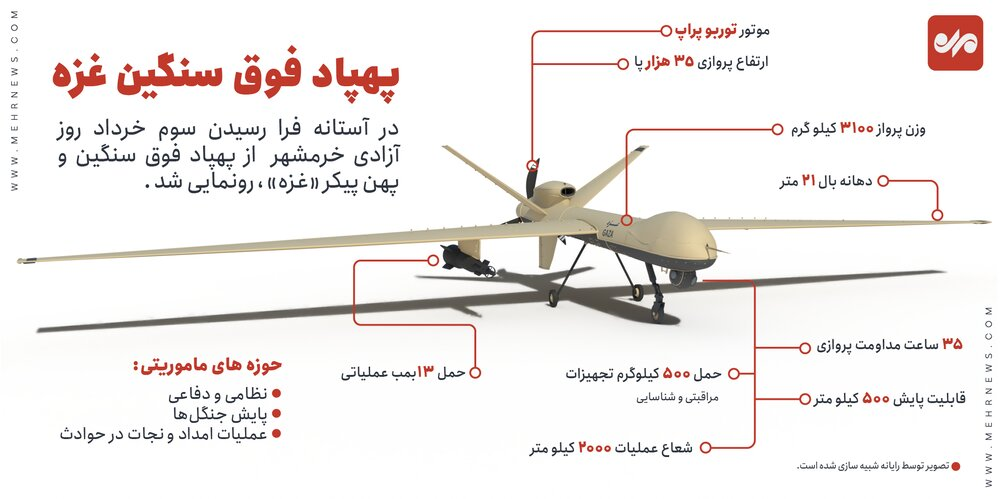
رسم بياني يوضح بالتفصيل خصائص ومميزات طائرة شاهد 149 أو كما يطلق عليها غزة
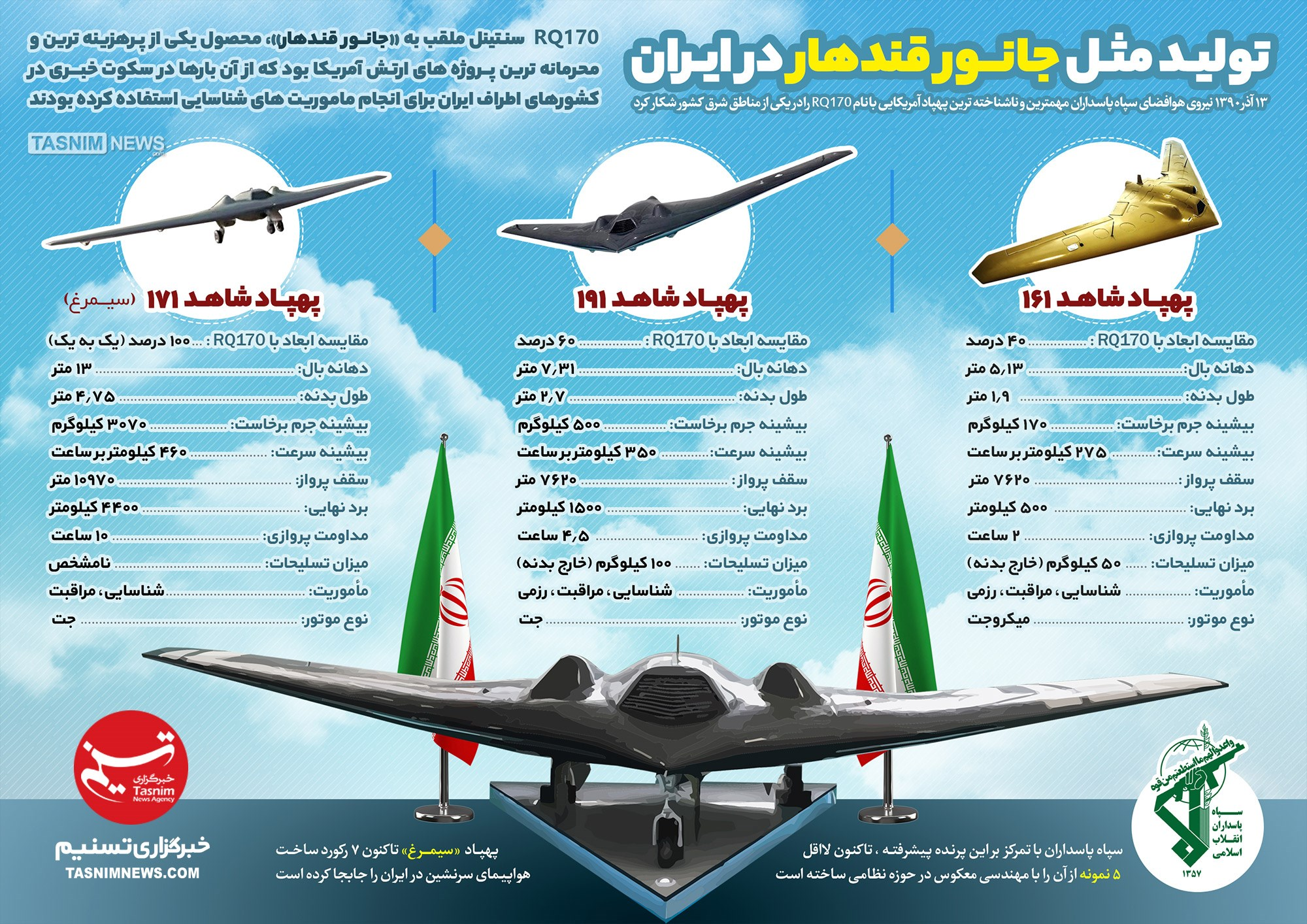
انفوجرافيك عن طائرات شاهد بدون طيار إيرانية الصنع